# Bruchwiesen bei Büttelborn
Die Bruchwiesen bei Büttelborn sind ein Natur- und Landschaftsschutzgebiet in den Gemarkungen Büttelborn und Groß-Gerau im Kreis Groß-Gerau in Südhessen. Es wurde mit Verordnung vom 16. Dezember 1997 ausgewiesen.

## Lage
Das Natur- und Landschaftsschutzgebiet liegt südwestlich von Büttelborn und östlich der Groß-Gerauer Stadtteile Berkach und Dornheim. Es erstreckt sich in Süd-Nord-Richtung entlang ehemaliger Flussbetten des Altneckars. Die Fläche des Schutzgebietes beträgt 87,98 Hektar, davon 28,14 Hektar Landschaftsschutzgebiet und 59,84 Hektar Naturschutzgebiet. Das Schutzgebiet ist Teil des EU-Vogelschutzgebietes „Hessische Altneckarschlingen“ (6217-403). Südlich grenzt es an das Naturschutzgebiet Torfkaute - Bannholz von Dornheim-Wolfskehlen an.

## Schutzzweck
Mit der Unterschutzstellung sollen die in dem gut erhaltenen Altneckarbett vorkommenden naturnahen Grünlandgesellschaften, insbesondere „Feuchtwiesenreste aus dem Verband des Calthion und Glatthaferwiesen, Großseggenrieder, Hochstaudenfluren und Röhrichte“ sowie ein angrenzender artenreicher Laubwald geschützt werden. Sie bilden den Lebensraum für seltene Pflanzengesellschaften und zahlreiche Vogelarten.

## Fauna und Flora
Bei den Bruchwiesen handelt es sich um eines der größten erhaltenen Niedermoorgebiete in Hessen, das auf einem ehemaligen Flussbett des Neckar (Altneckarschleife) entstand. Es ist ein Hotspot der biologischen Vielfalt mit bis zu 120 Vogelarten.
Charaktervogel der Bruchwiesen ist der Weißstorch (Ciconia ciconia), der hier mit über 30 Brutpaaren ganzjährig anzutreffen ist. Zwischen November 2024 und Januar 2025 konnten sogar über 400 Exemplare gezählt werden. Die Bruchwiesen dienen ihm vorwiegend als Brutgebiet, Nahrung findet er auch auf der etwa zwei Kilometer weiter nordöstlich gelegenen Kreismülldeponie.
Eine Besonderheit ist das sehr seltene Zwergsumpfhuhn (Porzana pusilla), die kleinste in Europa vorkommende Rallenart, die sehr stark vom Aussterben bedroht ist. In ganz Europa gibt es nur noch etwa 10 bis 15 Brutpaare, zwei bis drei davon sind in den Büttelborner Bruchwiesen anzutreffen, hinzu kommen etwa zehn so genannte „Rufer“, sodass hier bis zu 20 Prozent des europäischen Bestandes heimisch sind.
Neben Weißstorch und Zwergsumpfhuhn sind u. a. auch Bekassine (Gallinago gallinago), Zwergschnepfe (Lymnocryptes minimus), Sumpfrohrsänger (Acrocephalus palustris), Kornweihe (Circus cyaneus), Rotmilan (Milvus milvus), Blaukehlchen (Luscinia svecica), Kuckuck (Cuculus canorus), Graureiher (Ardea cinerea), Silberreiher (Ardea alba) sowie der Eisvogel (Alcedo atthis) anzutreffen, letzterer insbesondere in der Nähe des das Gebiet durchfließenden Landgrabens. Auch die seltenen Arten Tüpfelsumpfhuhn (Porzana porzana), Wachtelkönig (Crex crex), Schilfrohrsänger (Acrocephalus schoenobaenus) und Rohrschwirl (Locustella luscinioides) sind in den Bruchwiesen heimisch.
Neben den Vögeln gibt es eine Vielzahl an Insekten, wie etwa die sehr seltene Sumpfschrecke (Stethophyma grossum) oder die Röhricht-Goldeule (Plusia festucae), ein hochspezialisierter Nachtfalter aus der Familie der Eulenfalter. Bemerkenswert ist auch das Vorkommen des Breitblättrigen Knabenkrauts (Dactylorhiza majalis), einer Orchideenart.
An Säugetieren haben sich insbesondere im Landgraben und den angrenzenden Wassergräben der heimische Biber (Castoridae) und der aus Südamerika eingeschleppte Nutria (Myocastor coypus) angesiedelt.

## Schutz- und Pflegemaßnahmen
Der Naturschutzbund Deutschland (Nabu) kümmert sich in besonderem Maße um das Gebiet. So hat er seit 2018 insgesamt 38 Hektar auch angrenzender Flächen gepachtet oder aufgekauft, um verschiedene Maßnahmen zur Verbesserung der Lebensraumqualität gefährdeter Vogelarten durchführen zu können. So wurden etwa zahlreiche Mulden ausgehoben, um das Wasser länger in der Fläche zu halten. Außerdem wurden auch auf benachbarten Flächen Bäume und Büsche entfernt, um auch hier wieder eine offene Landschaft herzustellen. Zur Landschaftspflege lässt er ferner seit 2019 im Sommer Galloways und Rotes Höhenvieh weiden, um die Vegetation kurz zu halten.